# Ручьёль
Ручьёль — река в России, протекает по территории Троицко-Печорского района Республики Коми. Устье реки находится в 1398 км по левому берегу реки Печора. Длина реки составляет 17 км.
Исток реки находится в болотах в 16 км к юго-западу от посёлка Усть-Илыч. Река течёт на северо-восток, всё течение проходит по ненаселённому, частично заболоченному лесу. Приток — Сотчемъёль (правый). Впадает в Печору напротив посёлка Усть-Илыч.

## Данные водного реестра
По данным государственного водного реестра России относится к Двинско-Печорскому бассейновому округу, водохозяйственный участок реки — Печора от истока до водомерного поста у посёлка Шердино, речной подбассейн реки — Бассейны притоков Печоры до впадения Усы. Речной бассейн реки — Печора.
По данным геоинформационной системы водохозяйственного районирования территории РФ, подготовленной Федеральным агентством водных ресурсов:
- Код водного объекта в государственном водном реестре — 03050100112103000059645
- Код по гидрологической изученности (ГИ) — 103005964
- Код бассейна — 03.05.01.001
- Номер тома по ГИ — 03
- Выпуск по ГИ — 0